# Nepalicius
Nepalicius Prószynski, 2016 è un genere di ragni appartenente alla famiglia Salticidae.

## Distribuzione
Le 3 specie sono state reperite in Asia, prevalentemente in India, Nepal, Corea, Giappone, Cina e isole Seychelles.

## Tassonomia
Per la descrizione delle caratteristiche di questo genere sono stati esaminati gli esemplari tipo di Icius nepalicus (Andreeva, Hęciak & Prószyński, 1984).
Non sono stati esaminati esemplari di questo genere dal 2021.
Attualmente, a gennaio 2022, si compone di 3 specie:
- Nepalicius koreanus (Wesołowska, 1981) — Cina, Corea, Giappone
- Nepalicius nepalicus (Andreeva, Hęciak & Prószynski, 1984)[2] — Nepal, India
- Nepalicius seychellensis (Wanless, 1984) — isole Seychelles